# Итало денс музика
Итало денс (такође написан Италоденс) је жанр електронске плесне музике који је настао средином 1990-их у Италији као регионални развој евроденса ; његов звук је касније еволуирао у посебан, али блиско повезан облик.
Жанр је имао врхунац популарности од краја 1990-их до средине 2000-их, углавном у Италији и Сан Марину, али је такође имао велики успех у остатку Европе и у Америци.
Међу најуспешнијим извођачима овог жанра су Eiffel 65, Габри Понте, Paps'n'Skar, Ким Лукас, Неја, Prezioso & Marvin и Ђиђи Д'Агостино.

## Звук

### Утицаји
Звук жанра је еволуирао директно из евроденса. Итало денс показује велики утицај из Итало диска, жанра који је био веома популаран у Италији током 1980-их. Итало диско је био директан наставак диско музике (која никада неће доживети талас одбијања у Италији), укључујући нове звуке који су почели да се појављују од касних 1970-их. Други главни утицај долази од Итало хауса, италијанског облика хаус музике који је такође под утицајем Итало диска.

### Карактеристике
Звук итало денса обично има тенденцију да буде позитиван и подиже. Текстови су углавном о љубави, забави, плесу и изражавању осећања, а углавном се певају на енглеском или италијанском.
Жанр карактерише широка употреба синтисајзера, мелодија заснованих на клавиру и једноставних, привлачних рефрена. Други типични елементи су 'метална' бас линија и употреба ритмичког узорка,  вокал често користи вокодер и корекцију висине тона.